# Сатфин-бульвар (линия Куинс-бульвара, Ай-эн-ди)
|   |     |     |     |     |   |
| · | · л | · э | · э | · л | · |

|   |     |     |     |     |   |
| · | · л | · э | · э | · л | · |

«Сатфин-бульвар» (англ. Sutphin Boulevard) — станция Нью-Йоркского метрополитена, расположенная на линии Куинс-бульвара, Ай-эн-ди. Станция находится в Куинсе, в округе Джамейка, на пересечении Сатфин-бульвара с Хилсайд-авеню. На станции останавливаются маршруты F (круглосуточно) и <F> (в часы пик в пиковом направлении). Станцию проходит без остановки маршрут E (часть рейсов в часы пик в пиковом направлении).
Станция открыта 24 апреля 1937 года в составе второй очереди линии Куинс-бульвара, Ай-эн-ди. Она расположена на четырёхпутном участке линии и представлена двумя боковыми платформами, обслуживающими только внешние, локальные пути. Стены на станции отделаны в жёлтых тонах, колонны покрашены в синий. Название станции представлено как в виде мозаик на стенах, так и в виде стандартных чёрных табличек на колоннах.
Станция имеет два выхода. Имеется мезонин над платформами во всю их длину. Основной выход находится с восточного конца платформ. Он представлен лестницами и турникетным залом в мезонине. Выход приводит к перекрестку Сатфин-бульвара и Хилсайд-авеню. Второй выход — южный, представлен только полноростовыми турникетами и открыт в определённое время. Он приводит к перекрёстку 144-й улицы и Хилсайд-авеню Раньше были и другие выходы, но на данный момент работают только два.

## Станция в кинематографе
В фильме Поездка в Америку станция упоминается в одном из эпизодов. В кадре можно даже разглядеть таблички с названием станции. В действительности эта сцена была снята на станции Хойт-стрит — Скермерхорн-стрит на одной из заброшенных платформ.